# Маурино (Московская область)
Маурино — деревня в Наро-Фоминском районе Московской области, в составе сельского поселения Ташировское.

## Название
Существует версия, что топонимы с основой Маур- — мерянского происхождения.

## География
Деревня расположена в западной части района, на левом берегу реки Таруса, примерно в 9 км к северо-западу от города Наро-Фоминска, высота центра над уровнем моря 174 м. Ближайшие населённые пункты — Пашково и Любаново.

## Население
Численность постоянного населения по Всероссийской переписи 2010 года — 68 человек. До 2006 года Маурино входило в состав Крюковского сельского округа.